# 塵に咲く花
『塵に咲く花』（ちりにさくはな、原題：英語: Blossoms in the Dust）は、1941年に製作・公開されたアメリカ合衆国の映画である。
テキサス州を拠点に婚外子への支援に尽力したエドナ・グラドニーの半生を描く。マーヴィン・ルロイが監督し、グリア・ガースンとウォルター・ピジョンが主演した。本作はガースンとピジョンの初共演作である。
テクニカラー作品として製作された。

## キャスト
- エドナ：グリア・ガースン
- サム・グラドニー：ウォルター・ピジョン
- マックス・ブレスラー：フェリックス・ブレサート
- シャーロット：マーシャ・ハント
- エドナの母：フェイ・ホールデン
- エドナの父：サミュエル・S・ハインズ
- アラン：ウイリアム・ヘンリー
- デイモン：ジョン・エルドリッジ

## スタッフ
- 監督：マーヴィン・ルロイ
- 製作：マーヴィン・ルロイ、アーヴィング・アッシャー
- 脚本：アニタ・ルース
- 音楽：ハーバート・ストサート
- 撮影：カール・フロイント、W・ハワード・グリーン
- 編集：ジョージ・ベームラー
- 美術：セドリック・ギボンズ
- 装置：エドウィン・B・ウィリス
- 衣裳：エイドリアン
- 男性用衣裳：ジャイル・スティール
- 録音：ダグラス・シアラー
- ヘアデザイン：シドニー・ギラロフ
- 化粧：ジャック・ドーン
- 特殊効果：ウォーレン・ニューカム

## アカデミー賞受賞・ノミネーション
- 受賞
  - 美術・室内装置賞（カラー）：セドリック・ギボンズ、ユーリー・マックリアリー、エドウィン・B・ウィリス
- ノミネーション
  - 作品賞
  - 主演女優賞：グリア・ガースン
  - 撮影賞：カール・フロイント、W・ハワード・グリーン

## 注
1. 1 2   The Eddie Mannix Ledger, Los Angeles: Margaret Herrick Library, Center for Motion Picture Study.
2. ↑  'MGM Feature Film Ledger, 1928-47' (Economic Effects of Vertical Disintegration: The American Motion Picture Industry, 1945 to 1955)